# Själö
Själö también conocida como Nagu Själö (en sueco) o Seili (en finés) es una pequeña isla (de unos 2 km de norte a sur), frente a las principales islas de Nagu, en el mar del Archipiélago, frente a la costa suroeste del país europeo de Finlandia. Själö es parte de la municipalidad de Väståboland. La isla es conocida por su iglesia y su naturaleza, un instituto de investigación y por un antiguo hospital.
Un asteroide (1492 RM) ha sido nombrado como esta isla.